# Ларины
Ларины (лат. Larinus)  — род долгоносиков из подсемейства Lixinae.

## Описание
Тело и ноги никогда не имеют длинных торчащих волосков или  резко выраженного двоякого покрова из прижатых и длинных торчащих волосков. Булава усиков, как правило, не резко ограничена от жгутика, седьмой сегмент которого по ширине почти равен сегменту булавы и образует переход к ней.

## Некоторые виды
К роду относятся:
- Larinus aeruginosus Hochhuth, 1851
- Larinus beckeri Petri, 1907
- Larinus buccinator Olivier, 1807
- Larinus bulgaricus Voss, 1943
- Larinus cynarae Fabricius, 1787
- Larinus hedenborgi Boheman, 1845
- Larinus idoneus Gyllenhal, 1835
- Larinus inaequalicollis Capiomont, 1874
- Larinus latus Herbst, 1783
- Larinus maurus Olivier, 1807
- Larinus onopordi Fabricius, 1787
- Larinus planus Fabricius, 1792
- Larinus pollinis Laicharting, 1781
- Larinus sibiricus Gyllenhal, 1835
- Larinus siculus Boheman, 1843
- Larinus sturnus Schaller, 1783
- Larinus ursus Fabricius, 1792
- Larinus vulpes Olivier, 1807